# Raymond Phélypeaux, seigneur d’Herbault

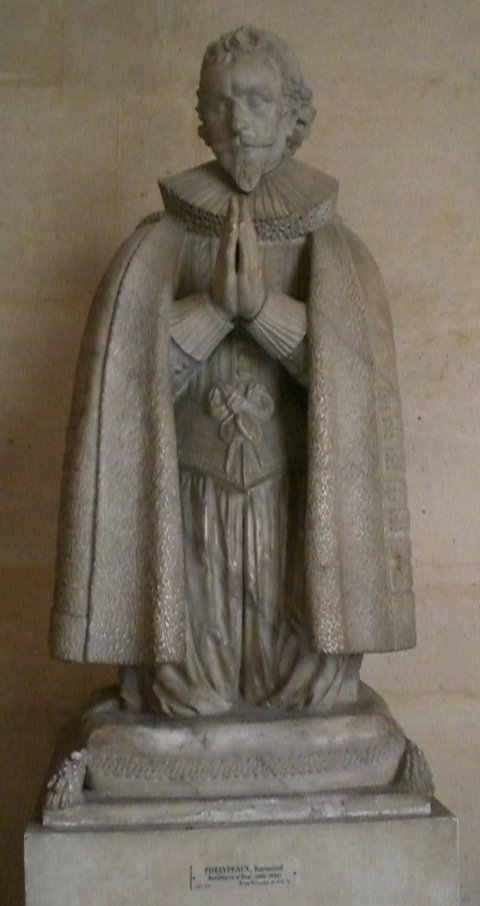
Statue von Raymond Phélypeaux im Schloss Versailles

Raymond (II.) Phélypeaux (* 1560; † 2. Mai 1629 in Susa (Piemont)), Seigneur d’Herbault, du Verger et de La Vrillière, war ein französischer Politiker; er war vom 11. März 1626 bis 2. Mai 1629 Außenminister von Frankreich.

## Leben
Raymond Phélypeaux war der älteste Sohn von Louis Phélypeaux, Seigneur de La Cave et de La Vrillière, und Radegonde Garrault. Sein Vater hatte 1557 geheiratet und fünf Söhne und drei Töchter bekommen. Er war der Bruder von Paul Phélypeaux de Pontchartrain (1569–1621) und Suzanne Phélypeaux, der Ehefrau von Paul Ardier. 
Raymond Phélypeaux wurde am 27. August 1590 Secrétaire de la Chambre du Roi, 1591 Trésorier des parties casuelles und 1599 Trésorier de l’Épargne ernannt und war damit für die königlichen Finanzen zuständig; vor 1606 wurde er Conseiller d’État.
Am 5. November 1621 wurde Secrétaire d’État als Nachfolger seines Bruders Paul, der bei der Belagerung von Montauban erkrankt und am 21. Oktober 1621 im Alter von 52 Jahren in Castel-Sarrazin gestorben war. Pauls Sohn Louis war zu diesem Zeitpunkt gerade neun Jahre alt, so dass Raymond Phélypeaux das Amt des Staatssekretärs für protestantische Angelegenheiten übernahm, angeblich bis zu Louis‘ Volljährigkeit, tatsächlich aber verblieb es in der Linie La Vrillière der Familie. Vom 11. März 1626 bis zu seinem Tod am 2. Mai 1629 war er Staatssekretär für auswärtige Angelegenheiten als Nachfolger von Pierre Brûlart de Sillery. Als ersten Gehilfen beschäftigte er seinen Neffen Paul II. Ardier.

## Ehe und Familie
Per Ehevertrag vom 3. und 11. Juli 1594 heiratet er Claude Gobelin (* 1560), die Tochter von Balthazar Gobelin, Berater des Königs, Präsident der Chambre des comptes von Paris und Trésorier de l’Épargne, und Anne de Raconis. Aus dieser Verbindung gehen drei Söhne und vier Töchter hervor.
- Balthazar († 15. Februar 1663) Seigneur d'Herbault, Trésorier de l’Épargne, Conseiller d’État ordinaire; ⚭ 1620 Marie Le Féron, Tochter von Raoul Le Féron, Conseiller du Roi, und Renée Hennequin
- Anne (* 1595; † 1632/33); ⚭ Henri de Buade, Comte de Palluau et de Frontenac – die Eltern von Louis de Buade (* 1622; † 1698), Comte de Palluau et de Frontenac, Gouverneur von Neufrankreich
- Louis I. (* 10. April 1599; † 5. Mai 1681), Seigneur de La Vrilliére, Marquis de Châteauneuf et de Tanlay, Secrétaire d’État; ⚭ (1) (Ehevertrag 1. August 1635) Marie Particelli († 23. August 1670), Tochter von Michel Particelli, Seigneur d’Émery et de Thoré, Surintendant des Finances, und Anne (alias Marie) Le Camus
- Isabelle (* 13. August 1611; † 1642); ⚭ 18. Juli 1627 Louis III. de Crevant (* um 1606; † 20. März 1638), Marquis d'Humières – die Eltern von Louis de Crevant (* 1628; † 1694), Marquis, dann Duc d’Humieres, Marschall von Frankreich und von Raymond Louis de Crevant d'Humières, Marquis de Preuilly († 1688), Lieutenant-général (Vizeadmiral)
- Claude († 18. Juli 1642); ⚭ 9. Juli 1617 Jacques du Blé d’Uxelles (X 1629), Baron d’Uxelles
- Antoine François († 19. März 1665), Seigneur du Verger, Conseiller d’État; ⚭ Marie de Villebois (* um 1622; † Mai 1701), Tochter von Jacques de Villebois, Maître d’Hôtel du Roi
- Françoise Marie, als Witwe Karmelitin; ⚭ 9. Juli 1617 Henri de Neufville de Villeroy, Comte de Bury († 1628), Sohn von Charles de Neufville, baron de Bury, und Jacqueline de Harlay